# Nikkei 225

Évolution de l'indice Nikkei 225 de 1970 à nos jours.

Le Nikkei 225 (日経225) est le principal indice boursier de la bourse de Tōkyō. Le terme Nikkei est l'abréviation de Nihon keizai shinbun, le nom du quotidien économique qui publie cet indice. Il est composé de 225 sociétés.

## Histoire
Le Nikkei a été créé le 16 mai 1949 (année de la base 100). Le Nikkei 225 se calcule par une moyenne arithmétique des valeurs qui le composent, sans pondération par la capitalisation boursière des titres qui le composent.
Cet indice a connu une période de très forte attractivité de l'épargne mondiale. Il se trouvait à près de 40 000 points à la fin 1989 et à 15 000 en 1992, à la suite de l'explosion de la bulle financière. Entre 2000 et 2003, il a accentué sa chute pour atteindre un plus bas de vingt ans. À la faveur du retour en grâce de l'économie nipponne après une stagnation longue d'une décennie, l'indice a repris du terrain, clôturant fin 2005 à plus de 16 000 points, à la suite des seconds semestres 2004 et 2005 qui ont été le théâtre de rallyes boursiers particulièrement marqués.
En 2013, le Nikkei 225 réalise sa meilleure performance depuis 1972 en augmentant de 57 % après l'arrivée au pouvoir de Shinzō Abe le 26 décembre 2012 ce dernier ayant de grandes réformes afin de redynamiser l'économie japonaise.
Suivant les recommandations du premier ministre Shinzō Abe, les grands fonds institutionnels du pays reviennent sur le marché des actions, poussant le Nikkei 225 à plus de 20 000 points en avril 2015.

## Corrélation avec les autres bourses
Les performances annuelles de l'indice Nikkei 225 se sont rapprochées de celles du Dow Jones, du S&P 500, du DAX, du CAC 40 et du Footsie, les grands marchés boursiers étant de plus en plus dépendants les uns des autres depuis une quinzaine d'années.

## Composants du Nikkei 225

### Par secteur
En mars 2014, le Nikkei était composé des 225 groupes suivants. Le code d'identification de chaque titre à la bourse de Tōkyō (TSE) est indiqué entre parenthèses.

#### Alimentation
- Ajinomoto (TSE : 2802)
- Asahi Breweries (TSE : 2502)
- Japan Tobacco (TSE : 2914)
- Kikkoman (TSE : 2801)
- Kirin Brewery Company (TSE : 2503)
- Meiji (TSE : 2261)
- Nichirei (TSE : 2871)
- Nippon Meat Packers (TSE : 2282)
- Nisshin Seifun Group (TSE : 2002)
- Sapporo Breweries (TSE : 2501)
- Takara Holdings (TSE : 2531)

#### Textile & habillement
- Teijin (TSE : 3401)
- Toray Industries (TSE : 3402)
- Toyobo (TSE : 3101)
- Unitika (TSE : 3103)

#### Papier et pâte à papier
- Hokuetsu Kishu Paper (TSE : 3865)
- Nippon Paper (TSE : 3893)
- Oji Paper (TSE : 3861)

#### Produits chimiques
- Asahi Kasei (TSE : 3407)
- Denki Kagaku Kogyo (TSE : 4061)
- Fujifilm (TSE : 4901)
- Kao Corporation (TSE : 4452)
- Kuraray (TSE : 3405)
- Mitsubishi Chemical Holdings (TSE : 4188)
- Mitsui Chemicals (TSE : 4183)
- Nippon Kayaku (TSE : 4272)
- Nippon Soda (TSE : 4041)
- Nissan Chemical Industries (TSE : 4021)
- Nitto Denko (TSE : 6988)
- Shin-Etsu Chemical (TSE : 4063)
- Shiseido (TSE : 4911)
- Shōwa Denkō (TSE : 4004)
- Sumitomo Chemical (TSE : 4005)
- Tokuyama (TSE : 4043)
- Tosoh (TSE : 4042)
- Ube Industries (TSE : 4208)

#### Pharmaceutiques
- Astellas Pharma (TSE : 4503)
- Chugai Pharmaceutical (TSE : 4519)
- Daiichi Sankyo (TSE : 4568)
- Dainippon Sumitomo Pharma (TSE : 4506)
- Eisai Co. (TSE : 4523)
- Kyowa Hakko Kogyo (TSE : 4151)
- Shionogi (TSE : 4507)
- Takeda Pharmaceutical (TSE : 4502)

#### Pétrole et charbon
- JX Holdings (TSE : 5020)
- Showa Shell Sekiyu (TSE : 5002)

#### Pneus et caoutchouc
- Bridgestone (TSE : 5108)
- Yokohama (TSE : 5101)

#### Verre et céramique
- Asahi Glass (TSE : 5201)
- NGK Insulators (TSE : 5333)
- Nippon Electric Glass (TSE : 5214)
- Nippon Sheet Glass (TSE : 5202)
- Nitto Boseki (TSE : 3110)
- Sumitomo Osaka Cement (TSE : 5232)
- Taiheiyo Cement (TSE : 5233)
- Tokai Carbon (TSE : 5301)
- Toto (TSE : 5332)

#### Aciers
- JFE Holdings (TSE : 5411)
- Kobe Steel (TSE : 5406)
- Nippon Steel (TSE : 5401)
- Pacific Metals (TSE : 5541)
- Nisshin Steel (TSE : 5413)

#### Métaux non ferreux
- Dowa Mining (TSE : 5714)
- Fujikura (TSE : 5803)
- Furukawa Co. (TSE : 5715)
- Furukawa Electric (TSE : 5801)
- Mitsubishi Materials (TSE : 5711)
- Mitsui Mining & Smelting (TSE : 5706)
- Nippon Light Metal (TSE : 5701)
- Sumco (TSE : 3436)
- Sumitomo Electric Industries (TSE : 5802)
- Sumitomo Metal Mining (TSE : 5713)
- Toho Zinc (TSE : 5707)
- Toyo Seikan Kaisha (TSE : 5901)

#### Industrie lourde
- Amada (TSE : 6113)
- Chiyoda Corporation (TSE : 6366)
- Daikin Industries (TSE : 6367)
- Ebara (TSE : 6361)
- Hitachi Construction Machinery (TSE : 6305)
- Hitachi Zosen (TSE : 7004)
- IHI (TSE : 7013)
- Japan Steel Works (TSE : 5631)
- JTEKT (TSE : 6473)
- Komatsu (TSE : 6301)
- Kubota (TSE : 6326)
- Mitsubishi Heavy Industries (TSE : 7011)
- NSK (TSE : 6471)
- NTN Corporation (TSE : 6472)
- Okuma Holdings (TSE : 6103)
- Sumitomo Heavy Industries (TSE : 6302)

#### Industrie électrique et électronique
- Advantest (TSE : 6857)
- Alps Electric (TSE : 6770)
- Canon (TSE : 7751)
- Casio Computer (TSE : 6952)
- Dainippon Screen (TSE : 7735)
- Denso (TSE : 6902)
- Fanuc (TSE : 6954)
- Fuji Electric (TSE : 6504)
- Fujitsu (TSE : 6702)
- GS Yuasa (TSE : 6674)
- Hitachi (TSE : 6501)
- Kyocera (TSE : 6971)
- Meidensha (TSE : 6508)
- Minebea (TSE : 6479)
- Mitsubishi Electric (TSE : 6503)
- Mitsumi (TSE : 6767)
- NEC (TSE : 6701)
- Oki Electric Industry (TSE : 6703)
- Panasonic (TSE : 6752)
- Pioneer Corporation (TSE : 6773)
- Ricoh (TSE : 7752)
- Sharp Corporation (TSE : 6753)
- Sony (TSE : 6758)
- Taiyo Yuden (TSE : 6976)
- TDK (TSE : 6762)
- Tokyo Electron (TSE : 8035)
- Toshiba (TSE : 6502)
- Yokogawa Electric Corporation (TSE : 6841)
- Yaskawa (TSE : 6506)

#### Construction navale
- Kawasaki Heavy Industries (TSE : 7012)
- Mitsui Engineering & Shipbuilding (TSE : 7003)

#### Automobile
- Fuji Heavy Industries (TSE : 7270)
- Hino Motors (TSE : 7205)
- Honda Motor (TSE : 7267)
- Isuzu Motors (TSE : 7202)
- Mazda Motor (TSE : 7261)
- Mitsubishi Motors (TSE : 7211)
- Nissan Motor (TSE : 7201)
- Suzuki Motor (TSE : 7269)
- Toyota (TSE : 7203)

#### Instruments de précision
- Citizen Watch (TSE : 7762)
- Konica Minolta Holdings (TSE : 4902)
- Nikon (TSE : 7731)
- Olympus Corporation (TSE : 7733)
- Terumo (TSE : 4543)

#### Autres productions
- Dai Nippon Printing (TSE : 7912)
- Toppan Printing (TSE : 7911)
- Yamaha (TSE : 7951)

#### Pêche
- Nippon Suisan Kaisha (TSE : 1332)
- Maruha Nichiro (TSE : 1334)

#### Exploitation minière
- Inpex (TSE : 1605)

#### Construction
- Comsys Holdings (TSE : 1721)
- Daiwa House Industry (TSE : 1925)
- JGC (TSE : 1963)
- Kajima (TSE : 1812)
- Obayashi Corporation (TSE : 1802)
- Sekisui House (TSE : 1928)
- Shimizu Corporation (TSE : 1803)
- Taisei Corporation (TSE : 1801)

#### Commerce
- Itochu (TSE : 8001)
- Marubeni (TSE : 8002)
- Mitsubishi Corporation (TSE : 8058)
- Mitsui (TSE : 8031)
- Sojitz (TSE : 2768)
- Sumitomo Corporation (TSE : 8053)
- Toyota Tsusho (TSE : 8015)

#### Distribution
- Aeon (TSE : 8267)
- Fast Retailing (TSE : 9983)
- Isetan Mitsukoshi Holdings (TSE : 3099)
- J.Front Retailing (TSE : 3086)
- Marui (TSE : 8252)
- Seven & I Holdings (TSE : 3382)
- Takashimaya (TSE : 8233)
- Uny (TSE : 8270)

#### Banque
- Aozona (TSE : 8304)
- Bank of Yokohama (TSE : 8332)
- Chiba Bank (TSE : 8331)
- Fukuoka Financial Group (TSE : 8354)
- Mitsubishi UFJ Financial Group (TSE : 8306)
- Mizuho Financial Group (TSE : 8411)
- Resona Holdings (TSE : 8308)
- Shinsei Bank (TSE : 8303)
- Shizuoka Bank (TSE : 8355)
- Sumitomo Mitsui Financial Group (TSE : 8316)
- Sumitomo Mitsui Trust Holdings (TSE : 8403)

#### Gestion d'actifs financiers
- Daiwa Securities Group (TSE : 8601)
- Matsui Securities (TSE : 8628)
- Nomura Holdings (TSE : 8604)
- NKSJ Holdings (TSE : 8630)
- MS&AD Insurance Group (TSE : 8725)
- Sony Financial (TSE : 8729)
- The Dai-Ichi Life Insurance (TSE : 8750)

#### Assurance
- Mitsui Sumitomo Insurance (TSE : 8752)
- Sompo Japan Insurance (TSE : 8755)
- T&D Holdings (TSE : 8795)
- Tokio Marine Holdings (TSE : 8766)

#### Autres services financiers
- Credit Saison (TSE : 8253)

#### Immobilier
- Heiwa Real Estate (TSE : 8803)
- Mitsubishi Estate (TSE : 8802)
- Mitsui Fudosan (TSE : 8801)
- Sumitomo Realty & Development (TSE : 8830)
- Tokyu Fudosan (TSE : 3289)
- Tokyu Tatemono (TSE : 8804)

#### Train/bus
- Central Japan Railway Company (TSE : 9022)
- East Japan Railway Company (TSE : 9020)
- Keiō Corporation (TSE : 9008)
- Keisei (TSE : 9009)
- Odakyū (TSE : 9007)
- Tōbu (TSE : 9001)
- Tokyu (TSE : 9005)
- West Japan Railway Company (TSE : 9021)

#### Autres transports terrestres
- Nippon Express (TSE : 9062)
- Yamato Holdings (TSE : 9064)

#### Transport maritime
- Kawasaki Kisen Kaisha (TSE : 9107)
- Mitsui O.S.K. Lines (TSE : 9104)
- Nippon Yusen Kaisha (TSE : 9101)

#### Transport aérien
- All Nippon Airways (TSE : 9202)

#### Stockage
- Mitsubishi Logistics (TSE : 9301)

#### Communications
- KDDI (TSE : 9433)
- Nippon Telegraph and Telephone (TSE : 9432)
- NTT Data (TSE : 9613)
- NTT DoCoMo (TSE : 9437)
- SKY Perfect (TSE : 9412)
- Softbank (TSE : 9984)

#### Électricité
- Chubu Electric Power (TSE : 9502)
- Kansai Electric Power (TSE : 9503)
- TEPCO (TSE : 9501)

#### Gaz
- Osaka Gas (TSE : 9532)
- Tokyo Gas (TSE : 9531)

#### Services
- Dentsu (TSE : 4324)
- Konami (TSE : 9766)
- Secom (TSE : 9735)
- Tokyo Dome (TSE : 9681)
- Tōhō (TSE : 9602)
- Trend Micro (TSE : 4704)
- Yahoo! Japan (TSE : 4689)